# Powerdrome
Powerdrome — гоночная компьютерная игра, разработанная британской компанией Argonaut Games и выпущенная Mud Duck Productions для игровых приставок Playstation 2 и Xbox в 2004 году; в 2005 году игра была выпущена для Windows. Это «идейное продолжение» одноимённой игры для Atari ST 1988 года, разработанной тем же дизайнером Майклом Пауэллом. Powerdrome стала последней игрой Argonaut Games; вскоре после её выхода студия из-за финансовых проблем была закрыта.
Игра представляет собой футуристические гонки на парящих в воздухе машинах — «лезвиях» (англ. Blades). В отличие от схожих игр того времени наподобие XGRA: Extreme G Racing Association или Quantum Redshift, в Powerdrome нет оружия, из которого можно было бы обстреливать соперников, и нет разбросанных по трассам бонусов. Вместо этого игроку предлагается сосредоточиться на том, чтобы не сталкиваться с ограждениями трассы. Столкновения могут сильно повредить и замедлить машину. На машине предусмотрены три бонусных слота — они заполняются, если игроку удастся достаточно долго поддерживать высокую скорость. Заполненный слот можно потратить по выбору игрока либо на сверхускорение, либо на ремонт повреждённой машины прямо на ходу. Мгновенное «исцеление» заставляет машину заметно потерять в скорости, поэтому применять его следует на крутых поворотах, где и так приходится притормаживать. Трассы проложены на разных, сильно отличающихся друг от друга внешне планетах — таких планет всего шесть, но трасс на них вдвое больше: обычные и отзеркаленные. Игра предусматривает несколько режимов, в том числе и многопользовательские.

## Отзывы
| Сводный рейтинг       | Сводный рейтинг | Сводный рейтинг |
| Издание               | Оценка          | Оценка          |
| Издание               | PS2             | Xbox            |
| --------------------- | --------------- | --------------- |
| GameRankings          | N/A             | 67,00 %         |
| Metacritic            | 54/100          | 69/100          |
| Иноязычные издания    |                 |                 |
| Издание               | Оценка          | Оценка          |
| Издание               | PS2             | Xbox            |
| GameSpot              | N/A             | 7,9/10          |
| Русскоязычные издания |                 |                 |
| Издание               | Оценка          | Оценка          |
| Издание               | PS2             | Xbox            |
| «Страна игр»          | 6,5/10          | 6,5/10          |

По данным агрегатора рецензий Metacritic, игра получила «смешанные или посредственные» отзывы прессы. Райан Дэвис из GameSpot в обзоре версии для Xbox писал, что «Powerdrome больше, чем сумма составляющих её частей», хвалил отзывчивое управление, визуальный стиль и привлекательную цену. Рецензент «Страны игр» Игорь Сонин считал, что вдохновение для игры разработчики черпали «половником» из сцены с гонками из фильма «Звёздные войны. Эпизод I: Скрытая угроза»; по его мнению, игре недостаёт «оригинальности, сюжета, стиля, красоты, неортодоксальных режимов» и «нет той искры, из которой возгорится пламя геймерской любви».